# Тинково (Хасковська область)
Ти́нково (болг. Тънково) — село в Хасковській області Болгарії. Входить до складу общини Стамболово.

## Населення
За даними перепису населення 2011 року у селі проживала 281 особа, з них 280 осіб (99,6%) — болгари.
Розподіл населення за віком у 2011 році:
Динаміка населення: